# Ocelot pampasowy
Ocelot pampasowy, kolokolo, kot pampasowy (Leopardus colocola) – gatunek drapieżnego ssaka z podrodziny kotów (Felinae) w obrębie rodziny kotowatych (Felidae), zamieszkującego Amerykę Południową.

## Taksonomia
Gatunek po raz pierwszy zgodnie z zasadami nazewnictwa binominalnego opisał w 1782 roku hiszpańsko-chilijski przyrodnik Juan Ignacio Molina nadając mu nazwę Felis colocolo. Holotyp pochodził z prowincji Valparaíso, w Chile. 
Czasami umieszczany jest w monotypowym rodzaju Lynchailurus lub Oncifelis. Badania biogeograficzne cech sierści i metryki czaszki sugerowały, że L. colocola powinien zawierać część z jedenastu podgatunków rozmieszczonych wśród trzech odrębnych gatunków (L. pajeros, L. braccatus i L. colocola); jednakże ostatnie badania molekularne, morfologiczne i biogeograficzne przemawiają za uznaniem pięciu niedawno wyodrębnionych gatunków (L. braccatus, L. colocola, L. garleppi, L. munoai i L. pajeros). Analiza filogenetyczna wykazuje również dowody na naturalną krzyżowanie między L. tigrinus i L. colocola w miejscach, gdzie pokrywa się ich rozmieszczenie. Autorzy Illustrated Checklist of the Mammals of the World uznają ten gatunek za monotypowy.

### Etymologia
- Leopardus: gr. λεοπαρδος leopardos „lampart, pantera”[12].
- colocolo: hiszp. colocolo „kot”, od mapudungun Colo Colo „potwór z legend Mapuche”.

## Zasięg występowania
Ocelot pampasowy występuje w Chile na zachodniej części zboczy Andów.

## Morfologia
Długość ciała 42,3–79 cm, ogona 23–33 cm; masa ciała 1,7–3,7 kg. Krępa budowa ciała, przypominająca nieco europejskiego żbika, lecz ocelot pampasowy jest od niego mniejszy. W zależności od obszaru występowania głowa może być zaokrąglona lub lekko wydłużona. Kolor futra zróżnicowany w zależności od podgatunku, od szarego poprzez żółte do ciemnobrązowego, cętki duże, wyraźne, rozlewające się w duże plamy lub pasy.  Brzuch i łapy jaśniejsze, ogon jasny, w wyraźne ciemne poprzeczne prążki.  Uszy małe, lekko spiczaste, bez pędzelków. Na grzbiecie dłuższe włosy okrywowe tworzą grzywę.

## Ekologia

### Pokarm
Pożywienie: gryzonie (kawia domowa) i naziemne ptaki.

### Rozród
Ciąża trwa około 80-85 dni, w miocie jest od 1 do 3 młodych. Na temat biologii rozrodu tych zwierząt wiadomo niewiele. Samice osiągają dojrzałość płciową prawdopodobnie około 2. roku życia.

### Długość życia
W niewoli koty pampasowe żyją do 17 lat, na wolności od 9 do 16.

### Tryb życia
Zamieszkują tereny trawiaste i krzewiaste, sawanny, zimne półpustynie, lasy górskie. Żyją w Andach, do wysokości 5000 m n.p.m. Tryb życia tych zwierząt jest słabo znany. Uważa się, że polują nocą, ale widuje się je również za dnia. Prawdopodobnie są zwierzętami naziemnymi, ale w niewoli często odpoczywają na gałęziach drzew.

## Status
W latach siedemdziesiątych XX wieku skóry tych zwierząt osiągały wysoką cenę i eksportowano je z Ameryki Południowej dziesiątkami tysięcy sztuk. Pod koniec lat 80. handel ustał. Obecnie podstawowym zagrożeniem dla tych kotów jest ludzkie osadnictwo.